# Гак-ручейское общество
Гак-ручейское общество — сельское общество, входившее в состав Остречинской волости Петрозаводского уезда Олонецкой губернии.

## Общие сведения
На 1873 год в обществе по переписи числилось 643 жителя, 4 деревни. Согласно «Списку населённых мест Олонецкой губернии по сведениям за 1905 год» общество состояло из следующих населённых пунктов:
| № | Населённый пункт | Расстояние до волостного правления в верстах | Количество семей | Всего жителей |
| - | ---------------- | -------------------------------------------- | ---------------- | ------------- |
| 1 | Посад            | 12                                           | 80               | 402           |
| 2 | Ляйпина-кара     | 12                                           | 9                | 49            |
| 3 | Крюков-Наволок   | 11                                           | 15               | 86            |
| 4 | Прокина          | 11                                           | 44               | 186           |

Волостное правление располагалось в селении Воробьево.
После Великой Отечественной войны на территории деревень бывшего общества был на короткое время восстановлен колхоз «Красный водник» (председатель Устинова Анна Ивановна) и Сельский Совет. Однако жизнедеятельность в этом краю обеспечить не смогли, дома вывезли в деревни Красный Бор, Карнаволок и в поселок Вознесенье, а жителей на постоянной основе не осталось. Сельскохозяйственная деятельность здесь прекратилась в 1965 году, когда работники колхоза Онежский перестали вывозить сено с местных покосов.
В настоящее время территория общества относится в основном к Подпорожскому району Ленинградской области.